# Gonzalo Reyes
Gonzalo Alberto Reyes Mella (Santiago, Chile, 5 de septiembre de 1995) es un futbolista profesional chileno que juega como Extremo Derecho en Rangers de la Primera B de Chile.

## Trayectoria
Reyes fue formado en las divisiones inferiores del club Santiago Morning, con el cual debutó en el año 2012 por el torneo de la Primera B de Chile.
En el año 2019, la "ardilla" dejó el cuadro "bohemio", para vivir su primera aventura en el extranjero, tras firmar con el Juventud Las Piedras, cuadro recientemente ascendido a la Primera División de Uruguay. Si bien su club descendió de categoría al final de la temporada, su buen rendimiento durante ese año le permitió salir a préstamo al Montevideo Wanderers, club en el que permaneció durante la temporada 2020.
Luego de dos años en el fútbol uruguayo, regresó a Chile para formar parte del plantel de Unión San Felipe, de cara al torneo de la Primera B de Chile.
En enero de 2023, fue oficializado como refuerzo de Deportes La Serena, club al cual llega en condición de cedido hasta fines del 2024. Tras no renovar su cesión con el conjunto serenense, el 15 de diciembre es anunciado como nuevo jugador de Rangers de la Primera B chilena.

## Clubes
| Club                            | País    | Año       |
| ------------------------------- | ------- | --------- |
| Santiago Morning                | Chile   | 2012-2019 |
| Juventud Las Piedras            | Uruguay | 2019-2021 |
| → Montevideo Wanderers (cedido) | Uruguay | 2020      |
| Unión San Felipe                | Chile   | 2021-Act. |
| → Deportes La Serena (cedido)   | Chile   | 2023      |
| → Rangers (cedido)              | Chile   | 2024-Act. |